# Afzelia (houtsoort)

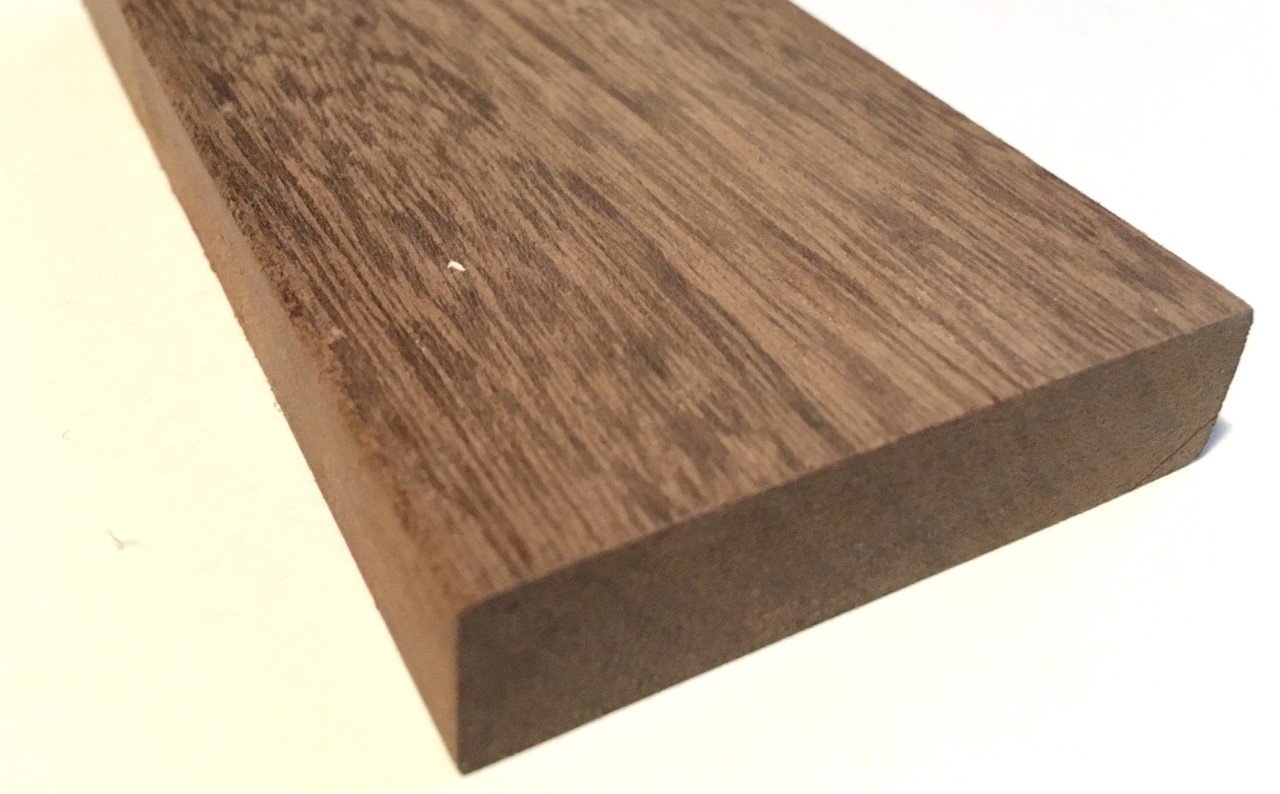
afzelia

Afzelia is een houtsoort, (meestal) afkomstig uit tropisch Afrika. Het hout is tot donkergeel tot roodbruin van kleur, hoewel er per soort veel variatie in zit. Er zijn meerdere handelsgroepen waarvan doussié doorgaat als de beste. 
Afzelia is relatief hard en zeer duurzaam. Het werkt weinig tijdens het drogen en is geschikt voor bijna elke toepassing. In Nederland wordt het voornamelijk gebruikt voor kozijnen, deuren en ramen - en ook voor trappen. Meubels worden er niet vaak van gemaakt alhoewel het hout er wel geschikt voor is. Daarnaast is de houtsoort ook zeer geschikt om parketvloeren van te produceren.
De houtsoort dankt zijn naam aan het genus Afzelia (in de Caesalpinioideae) dat onder andere de bomen omvat die het bovengenoemde hout leveren.

## CITES
Sinds 2022 staan alle Afrikaanse populaties van het geslacht Afzelia op de CITES II lijst: het hout mag niet internationaal verhandeld worden zonder de vereiste papieren.